# Fritz Levermann
Fritz Levermann (* 25. März 1920 in Posen; † 22. Juli 1992 auf Fuerteventura) war ein deutscher Politiker, der die Zusammenlegung der vier Ortsteile der Stadt Friedrichsdorf vorangetrieben hat.

## Leben
Fritz Levermann war von 1948 bis 1958 Gemeindevertreter und von 1958 bis 1972 Bürgermeister der bis dahin selbständigen Gemeinde Köppern. Als einer der vier Gründungsväter der Gesamtstadt Friedrichsdorf, die 1972 aus den Gemeinden Friedrichsdorf, Köppern, Seulberg und Burgholzhausen zusammengelegt wurde, war er Erster Stadtrat von 1972 bis 1978 und hat die Entwicklung der Stadt zu einem modernen Gemeinwesen wesentlich mitgestaltet. Danach stand er von 1981 bis 1989 dem Ortsbeirat Köppern vor. Von 1960 bis 1992 war er ununterbrochen Ortsgerichtsvorsteher von Köppern. 1995 wurde der Platz vor dem Forum Friedrichsdorf (früher Bürgerhaus Köppern) in Fritz-Levermann-Platz umbenannt.

## Auszeichnungen
- Bundesverdienstkreuzes am Bande[2]
- Ehrenbrief des Landes Hessen
- Ehrenbürger der Stadt Friedrichsdorf[3]